# Нокаутная мышь

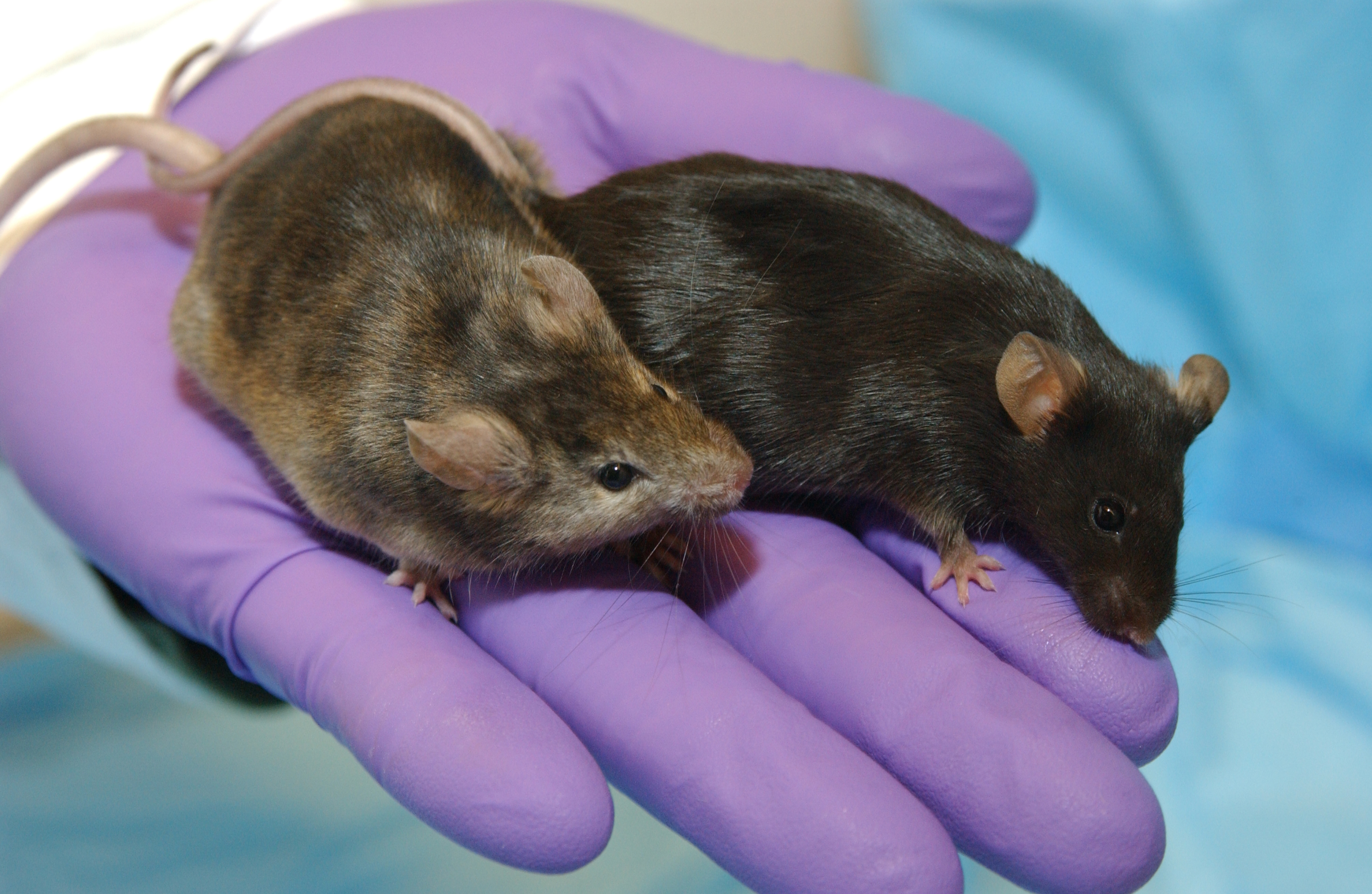
Нокаутные мыши. Слева химерная, нокаутная мышь дана для сравнения с обычной лабораторной мышью

Нокаутная мышь — генетически модифицированная лабораторная мышь, в чьём организме один из генов целенаправленно нокаутирован путём удаления или замены некой последовательностью нуклеотидов. С их помощью легко изучать роли секвенированных генов, чьи функции ещё не определены. Срывая работу определённого гена и исследуя возникающие отличия от нормального поведения или физиологии, экспериментаторы могут попытаться установить его функцию.
Физиология человека схожа с физиологией мышей, и учёные могут использовать этих животных для тестирования медицинских технологий, связанных с физиологией человека, так как использование эмбрионов человека не принимается научным сообществом по этическим причинам. Поэтому мыши в настоящее время являются наиболее подходящим лабораторным видом животных, для которых может быть легко применён метод нокаута. Первая нокаутная мышь была создана Марио Р. Капекки, Мартином Эвансом и Оливером Смитисом в 1989 году, за что они были удостоены Нобелевской премии по физиологии или медицине 2007 года. Аспекты технологии создания нокаутных мышей и сами мыши были запатентованы во многих странах частными компаниями. Нокаут гена у лабораторных крыс намного сложнее и стал возможен только с 2003 года.

## Использование
Отключение активности гена даёт ценные подсказки о том, как он работает. Из-за схожести человеческих и мышиных генов наблюдение за характеристиками нокаутных мышей даёт исследователям данные. Используя информацию, учёные делают выводы о роли гена в развитии организма, в частности о способности реагировать на заболевания у людей.
Примеры исследований, в которых нокаутные мыши были полезны, включают изучение и моделирование различных видов рака, ожирения, болезней сердца, диабета, артрита, злоупотребления психоактивными веществами, беспокойства, старения и болезни Паркинсона. Нокаутные мыши также предлагают биологический контекст, в котором можно разрабатывать и тестировать лекарства и другие методы лечения.

## Процедура
«Для получения нокаутных мышей полученную генно-инженерную конструкцию вводят в эмбриональные стволовые клетки, где конструкция подвергается соматической рекомбинации и замещает нормальный ген, а изменённые клетки имплантируют в выведения новых сортов путём классической селекции практически невозможно, поэтому в настоящее время основные надежды возлагают на генную инженерию. Для изучения функции того или иного гена может быть применён нокаут гена. Так называется техника удаления одного или большего количества генов, что позволяет исследовать последствия подобной мутации. Для нокаута синтезируют такой же ген или его бластоцисту суррогатной матери».
Схема разведения для получения нокаутных мышей. Создание мышей начинается на моменте создания клеточных культур, при введении которых в молодой эмбрион создаётся нужный организм. Используя фаг лямбда или космид, целевой ген излекают из геномной библиотеки мыши методом in vivo. Вместо него вставляют доминантный селективный маркер, одновременно целевой ген делетируется. В результате получают гибридную плазмиду, в которой к селективному маркеру справа и слева присоединены сегменты целевого мышиного гена (фланкирующие последовательности). Клетки с инактивированным геном вставляют в бластоциты. Эмбриональные стволовые клетки выделяют из бластоцисты мыши (очень молодой эмбрион) и выращивают in vitro. Бластоцисты, содержащие клетки, которые являются как дикими, так и нокаутирующими клетками, вводят в матку приёмной матери. Это приводит к появлению потомства либо дикого типа, окрашенного в тот же цвет, что и донор бластоцисты (серый), либо химеры (смешанной) и частично выбитого. Мыши-химеры скрещены с обычной мышью дикого типа (серой). Это даёт потомство, которое либо белое и гетерозиготное по выбитому гену, либо серое и дикого типа. Белых гетерозиготных мышей впоследствии можно скрещивать для получения мышей, гомозиготных по нокаутированному гену.
Существует несколько вариантов процедуры получения нокаутных мышей; ниже приведён типичный пример.
Новая последовательность с шага 1 вводится в стволовые клетки с шага 2 путём электропорации. В результате естественного процесса гомологичной рекомбинации некоторые из электропорированных стволовых клеток будут включать новую последовательность с нокаутированным геном в свои хромосомы вместо исходного гена. Шансы на успешное событие рекомбинации относительно невелики, поэтому большинство изменённых клеток будет иметь новую последовательность только в одной из двух соответствующих хромосом — они считаются гетерозиготными. Клетки, которые были трансформированы вектором, содержащим ген устойчивости к неомицину и ген герпеса tk+, выращивают в растворе, содержащем неомицин и ганцикловир, для отбора для трансформаций, которые произошли посредством гомологичной рекомбинации. Любая вставка ДНК, которая произошла в результате случайной вставки, погибнет, потому что они дают положительный результат как на ген устойчивости к неомицину, так и на ген герпеса tk+, генный продукт которого реагирует с ганцикловиром с образованием смертельного токсина. Более того, клетки, которые не интегрируют ни один из генетических материалов, тестируют отрицательно на оба гена и, следовательно, погибают в результате отравления неомицином.
Эмбриональные стволовые клетки, которые включали нокаутированный ген, выделяются из неизменённых клеток с использованием маркерного гена с этапа 1. Например, неизменённые клетки могут быть убиты с помощью токсичного агента, к которому изменённые клетки устойчивы. Нокаутированные эмбриональные стволовые клетки с этапа 4 вводят в бластоцисту мыши. Бластоцисты при использовании серой мыши содержат два типа стволовых клеток: исходные (от серой мыши) и нокаутированные клетки (от белой мыши). Эти бластоцисты затем имплантируются в матку самок мышей, где они развиваются. Таким образом, новорождённые мыши будут химерами: некоторые части их тел образуются из исходных стволовых клеток, другие — из нокаутированных стволовых клеток. На их мехе будут видны белые и серые пятна, с белыми пятнами, полученными из нокаутированных стволовых клеток, и серыми пятнами от бластоцисты-реципиента. У некоторых новорождённых мышей-химер будут гонады, полученные из нокаутированных стволовых клеток, и, следовательно, они будут производить яйцеклетки или сперму, содержащие нокаутированный ген. Когда эти мыши-химеры будут скрещены с другими мышами дикого типа, у некоторых из их потомков будет одна копия нокаутированного гена во всех их клетках. Эти мыши не сохраняют никакой ДНК серой мыши и не являются химерами, однако они все ещё гетерозиготны. Когда эти гетерозиготные потомки скрещиваются, некоторые из их потомков унаследуют нокаутированный ген от обоих родителей; они не несут функциональной копии исходного неизменённого гена (то есть они гомозиготны по этому аллелю). .

## Ограничения
Национальные институты здравоохранения обсуждают некоторые важные ограничения этой методики.
Как и все лабораторные мыши, нокаутные не отличаются хорошим иммунитетом к природным заболеваниям. Но это компенсируется их высокочувствительностью к определённому патогену, ради которого они создаются.
Хотя технология нокаутной мыши представляет собой ценный исследовательский инструмент, существуют некоторые важные ограничения. Около 15 процентов нокаутов генов являются летальными для развития, что означает, что генетически изменённые эмбрионы не могут вырасти во взрослых мышей. Эта проблема часто преодолевается с помощью условных мутаций. Отсутствие взрослых мышей ограничивает исследования эмбриональным развитием и часто затрудняет определение функции гена в отношении здоровья человека. В некоторых случаях ген может выполнять иную функцию у взрослых, чем у развивающихся эмбрионов.
Выбивание гена также может не привести к заметным изменениям у мыши или даже может привести к появлению характеристик, отличающихся от тех, которые наблюдаются у людей, у которых тот же ген инактивирован. Например, мутации в гене р53 связаны с более чем половиной случаев рака у человека и часто приводят к опухолям в определённом наборе тканей. Однако, когда ген р53 выбивается у мышей, у животных развиваются опухоли в другом массиве тканей.
Во всей процедуре существует вариабельность, в значительной степени зависящая от штамма, из которого были получены стволовые клетки. Обычно используются клетки, полученные из штамма 129. Этот специфический штамм не подходит для многих экспериментов (например, поведенческих), поэтому очень часто происходит обратное скрещивание потомства с другими штаммами. Некоторые геномные локусы, как оказалось, очень трудно выявить. Причинами могут быть наличие повторяющихся последовательностей, обширное метилирование ДНК или гетерохроматин. Смешивающее присутствие соседних 129 генов в нокаутирующем сегменте генетического материала было названо «эффектом фланкирующего гена». Были предложены методы и руководящие принципы для решения этой проблемы.
Другое ограничение заключается в том, что обычные (то есть не обусловленные) мыши с нокаутом развиваются в отсутствие исследуемого гена. Иногда потеря активности во время развития может маскировать роль гена во взрослом состоянии, особенно если ген участвует в многочисленных процессах, охватывающих развитие. Затем требуются подходы с условной/индуцируемой мутацией, которые сначала позволяют мыши нормально развиваться и созревать до удаления интересующего гена.
Другим серьёзным ограничением является отсутствие эволюционных адаптаций в модели нокаута, которые могут возникнуть у животных дикого типа после их естественной мутации. Например, специфичная для эритроцитов коэкспрессия GLUT1 со стоматином представляет собой компенсаторный механизм у млекопитающих, которые неспособны синтезировать витамин С.